# Pouylebon
Pouylebon (gaskognisch: Poilobon) ist eine französische Gemeinde mit 147 Einwohnern (Stand 1. Januar 2022) im Département Gers in der Region Okzitanien (bis 2015 Midi-Pyrénées); sie gehört zum Arrondissement Mirande und zum Gemeindeverband Cœur d’Astarac en Gascogne. Die Bewohner nennen sich Pouylebonnais/Pouylebonnaises.

## Geografie
Pouylebon liegt rund zehn Kilometer nordwestlich von Mirande und 26 Kilometer südwestlich von Auch im Süden des Départements Gers. Die Gemeinde besteht aus Weilern, zahlreichen Streusiedlungen und Einzelgehöften.
Nachbargemeinden sind Montesquiou im Norden, Nordosten und Osten, Monclar-sur-Losse im Osten und Südosten, Bars im Süden, Saint-Christaud im Südwesten sowie Bassoues im Westen und Nordwesten.

## Bevölkerungsentwicklung
| Jahr                       | 1793 | 1841 | 1962 | 1968 | 1975 | 1982 | 1990 | 1999 | 2006 | 2011 | 2016 |
| Einwohner                  | 321  | 478  | 185  | 159  | 149  | 176  | 178  | 155  | 140  | 166  | 136  |
| Quellen: Cassini und INSEE |      |      |      |      |      |      |      |      |      |      |      |